# Xizhaotong (köpinghuvudort i Kina, Hebei Sheng, lat 38,07, long 114,60)
Xizhaotong är en köpinghuvudort i Kina. Den ligger i provinsen Hebei, i den norra delen av landet, omkring 250 kilometer sydväst om huvudstaden Peking. Antalet invånare är 45 711. Befolkningen består av 22 814 kvinnor och 22 897 män. Barn under 15 år utgör 14,0 %, vuxna 15-64 år 78 %, och äldre över 65 år 7,0 %.
Runt Xizhaotong är det tätbefolkat, med 881 invånare per kvadratkilometer. Närmaste större samhälle är Shijiazhuang, 10,9 km väster om Xizhaotong. Trakten runt Xizhaotong består till största delen av jordbruksmark.
Genomsnittlig årsnederbörd är 702 millimeter. Den regnigaste månaden är juli, med i genomsnitt 228 mm nederbörd, och den torraste är januari, med 4 mm nederbörd.